# 1999-es Copa América (keretek)
A következő lista tartalmazza a Paraguayban rendezett, 1999-es Copa Américan részt vevő nemzeteinek játékoskereteit. A tornát 1999. június 29-e és július 18-a között rendezték. Japán és Mexikó meghívottként vett részt.